# Variância
Na teoria da probabilidade e na estatística, a variância de uma variável aleatória ou processo estocástico é uma medida da sua dispersão estatística, indicando "o quão longe" em geral os seus valores se encontram do valor esperado.
A variância de uma variável aleatória real é o seu segundo momento central e também o seu segundo cumulante (os cumulantes só diferem dos momentos centrais a partir do 4º grau, inclusive). Sendo o seu valor o quadrado do desvio padrão.

## História do conceito
O termo variância foi introduzido por Ronald Fisher num ensaio de 1918 intitulado de The Correlation Between Relatives on the Supposition of Mendelian Inheritance. O conceito de variância é análogo ao conceito de momento de inércia em mecânica clássica.

## Definição
Se μ = E(X) é o valor esperado (média) da variável aleatória X, então a variância é:
{\displaystyle \operatorname {var} (X)=\operatorname {E} ((X-\mu )^{2}).}
Isto é, é o valor esperado do quadrado do desvio de X da sua própria média. Em linguagem comum isto pode ser expresso como "A média do quadrado da distância de cada ponto até a média". É assim a "média do quadrado dos desvios". A variância da variável aleatória "X" é geralmente designada por {\displaystyle \operatorname {var} (X)}, {\displaystyle \sigma _{X}^{2}}, ou simplesmente {\displaystyle \sigma ^{2}}.
Notar que a definição acima pode ser usada quer para variáveis aleatórias discretas, quer para contínuas.
Muitas distribuições, tais como a distribuição de Cauchy, não têm variância porque o integral relevante diverge. Em particular, se uma distribuição não tem valores esperados, ela também não tem variância.
O contrário não é verdadeiro: há distribuições para as quais existe valor esperado mas não existe variância, como, por exemplo, a distribuição t de Student com 2 graus de liberdade. Um contra-exemplo mais simples é uma distribuição discreta sobre {\displaystyle \mathbb {N} ^{\star }\,} em que a probabilidade de cada ponto n é proporcional a {\displaystyle {\frac {1}{n^{3}}}\,}. O valor esperado será calculado através de uma série convergente {\displaystyle \Sigma {\frac {1}{n^{2}}}\,}, e a variância através de uma série divergente {\displaystyle \Sigma {\frac {1}{n}}\,}.

## Propriedades
Se a variância pode ser calculada (ou seja, a integral ou o somatório convergem), podemos concluir que ela nunca é negativa, porque os quadrados são sempre positivos ou nulos.
A unidade de variância é o quadrado da unidade de observação. Por exemplo, a variância de um conjunto de alturas medidas em centímetros será dada em centímetros quadrados. A variância de um preço, medido, por exemplo, em euros por metro cúbico, será dada em euros quadrados por metro à sexta potência, uma unidade que não faz nenhum sentido prático. Este facto é inconveniente e levou muitos estatísticos a usar a raiz quadrada da variância, conhecida como o desvio padrão, como um sumário da dispersão.
Pode ser provado facilmente a partir da definição que a variância não depende do valor médio {\displaystyle \mu }. Isto é, se a variável é "deslocada" por uma quantidade b ao tomarmos X+b, a variância da variável aleatória resultante permanece inalterada. Por contraste, se a variável for multiplicada por um factor de escala a, a variância é então multiplicada por a2. Mais formalmente, se a e b forem constantes reais e X uma variável aleatória cuja variância está definida, então:
{\displaystyle \operatorname {var} (aX+b)=a^{2}\operatorname {var} (X)}
Outra fórmula para a variância que se deduz de forma simples a partir da definição acima é:
{\displaystyle \operatorname {var} (X)=\operatorname {E} (X^{2})-(\operatorname {E} (X))^{2}.}
Na prática usa-se muito frequentemente esta fórmula para calcular mais rapidamente a variância.
Uma razão para o uso da variância em preferência a outras medidas de dispersão é que a variância da soma (ou diferença) de variáveis aleatórias independentes é a soma das suas variâncias. Uma condição não tão estrita, chamada de "incorrelação" (uncorrelatedness) também é suficiente. Para duas variáveis temos:
{\displaystyle \operatorname {var} (X+Y)=\operatorname {var} (X)+\operatorname {var} (Y)+2\operatorname {cov} (X,Y).}
E em geral, para uma combinação linear qualquer:
{\displaystyle {\begin{aligned}\operatorname {Var} \left(\sum _{i=1}^{N}a_{i}X_{i}\right)&=\sum _{i,j=1}^{N}a_{i}a_{j}\operatorname {Cov} (X_{i},X_{j})\\&=\sum _{i=1}^{N}a_{i}^{2}\operatorname {Var} (X_{i})+\sum _{i\not =j}a_{i}a_{j}\operatorname {Cov} (X_{i},X_{j})\\&=\sum _{i=1}^{N}a_{i}^{2}\operatorname {Var} (X_{i})+2\sum _{1\leq i<j\leq N}a_{i}a_{j}\operatorname {Cov} (X_{i},X_{j}).\end{aligned}}}

Aqui {\displaystyle \operatorname {cov} } é a covariância, a qual é zero para variáveis aleatórias não correlacionadas.

## Variância da população e variância da amostra
Em estatística, o conceito de variância também pode ser usado para descrever um conjunto de observações. Quando o conjunto das observações é uma população, é chamada de variância da população. Se o conjunto das observações é (apenas) uma amostra estatística, chamamos-lhe de variância amostral (ou variância da amostra).
A variância (σ2) da população yi onde i = 1, 2, ...., N é dada por
{\displaystyle \sigma ^{2}={\frac {1}{N}}\sum _{i=1}^{N}\left(y_{i}-\mu \right)^{2},}
onde {\displaystyle \mu } é a média da população. E a variância da amostra é dada por:
{\displaystyle s^{2}={\frac {1}{n-1}}\sum _{i=1}^{n}\left(x_{i}-{\overline {x}}\right)^{2},}
onde {\displaystyle {\overline {x}}} é a média da amostra.
Repare-se que aqui o denominador n-1 contrasta com a equação da variância da população. Uma fonte de confusão comum é que a variância da amostra, s2, s2n-1, s'2, quando muito denotada por s'n2, pode referir-se, para além de variância da amostra, como estimador não enviesado/centrado para a variância da população. Concluindo, independentemente da notação, ao desvio padrão populacional está associada a letra σ e a parcela 1/n, enquanto que ao desvio padrão amostral está associada a letra s e a parcela 1/(n-1), tendo sempre em conta que o quadrado do desvio padrão corresponde à variância (σ2 = variância).
É intuitivo que para amostras grandes, se possa admitir o calcular a variância pela divisão por n em vez de n-1 dando uma subestimativa da variância da população. Isto porque usamos a média da amostra {\displaystyle {\overline {x}}} como uma estimativa da média da população {\displaystyle \mu }, o que não conhecemos.  Na prática, para grandes n, esta distinção é geralmente muito pequena.

## Generalizações
Se X é uma variável aleatória vectorial, com valores em Rn, e considerado como um vector coluna, então a generalização natural da variância é E[(X − μ)(X − μ)T], onde μ = E(X) e XT é a transposta de X, e logo um vetor-linha. A variância é uma matriz quadrada não-negativa definida, referida geralmente como a matriz de covariância.
Se X é uma variável aleatória de valores complexos, então a sua variância é E[(X − μ)(X − μ)*], onde X* é o conjugado complexo de X. Esta variância, assim como no caso real, é uma matriz quadrada não-negativa definida, cuja diagonal são números reais não-negativos.

## Distribuição da variância
Como a variância é uma função de variáveis aleatórias, a variância amostral é em si também uma variável aleatória, portanto também tem distribuição. Então, se yi são observações independentes de uma distribuição normal, pelo teorema de Cochran a variância amostral s2 tem uma distribuição qui-quadrado:
{\displaystyle (n-1){\frac {s^{2}}{\sigma ^{2}}}\sim \chi _{n-1}^{2}.}
Uma consequência direta deste resultado é que a esperança da variância amostral E(s2) = σ2.
Se as observações yi são independentes e identicamente distribuídas, mas não necessariamente distribuidas como uma normal, então
{\displaystyle \operatorname {E} [s^{2}]=\sigma ^{2},\quad \operatorname {Var} [s^{2}]=\sigma ^{4}\left({\frac {2}{n-1}}+{\frac {\kappa }{n}}\right),}
onde κ é a curtose da distribuição. Se as condições da lei dos grandes números valerem, então s2 é um estimador consistente de σ2.

## Variância assintótica
A variância assintótica é a variância limite, ou seja, aquela que a sequência, ou estimador, tem no limite.